# Степан Пасічник
Степа́н Па́січник (англ. Stepan Pasicznyk; нар.. 1964) — англійський музикант, автор пісень та перекладач українського/ірландського походження з Лутона, Бедфордшир. Він був співавтором пісень для альбомів Vorony і Культура, грав на акордеоні. Також він перекладав текст для обкладинки диску «Pisni iz The Smiths», та всі тексти гурту The Ukrainians від початку 1990-х року.

## Життєпис
Степан Пасічник виконує традиційну українську музику, її англійські переклади, а також ірландську традиційну музику.
Робота музикантів сесії включає «Bishop of Buffalo» («Єпископа Буффало») Рева Хаммера, яку продюсував Джастін Салліван з New Model Army, «Кейдж» Брідвеллс, продюсера Філа Манзанера, а гітаристом виступив Roxy Music. Також це — «Swill» Odgers of The Men They Couldn't Випуск Hang «Elvis Lives Here» з його «Swagger Band». Він брав участь у випуску «Believe» українсько-американського дуету Дарка та Славка.
Також Сергій Пасічник здійснює переклад пісень з української англійською мовою для Лесі Хорової. На його рахунку також музичний супровід для постановки лондонського театру «Чоловіки та коханці» угорського драматурга Ференца Мольнара. Записав вступну музику для українського радіошоу «Наш голос», що виходить у Британській Колумбії (Канада).
У 2007—2014 роках Степан Пасічник грав на акордеоні для уельського народного рок-гурту Here Be Dragons під час гастролей по Італії, а також для американського концерту та дебюту на телеканалі ABC на Чиказькому кельтському фестивалі.
У січні 2015 року вийшла перша в історії адаптація з української англійською мовою оригінального Щедрика з його іншими варіантами, мелодія якого була використана для лірично не пов'язаної Carol of the Bells.
2020 року його запис україномовної «Пісні про рушник» прозвучав у канадському фільмі «Вони, які нас оточують».